# Hildebrandtia somalensis
Hildebrandtia somalensis är en vindeväxtart som beskrevs av Adolf Engler. Hildebrandtia somalensis ingår i släktet Hildebrandtia och familjen vindeväxter. Inga underarter finns listade i Catalogue of Life.